# La Chasse de Diane
La Chasse de Diane ou bien encore Le Concours de tir à l'arc de Diane et de ses nymphes, Diane et ses Nymphes ou Le Triomphe de Diane,, est une peinture à l'huile sur toile réalisée en 1616-1617 par le peintre italien Le Dominiquin. Elle a été commandée par le cardinal Pietro Aldobrandini, mais lui a été volée par le cardinal Scipione Caffarelli-Borghese. L'œuvre est conservée à la Galerie Borghèse, à Rome.

## Histoire
Le Dominiquin étudie l'art flamand auprès de Denis Calvaert, avant de s'installer à Rome où il travaille dans les équipes des Carracci, y compris aux fresques conçues par Annibale Carracci pour le palais Farnèse, où il acquiert le surnom de Domenichino, signifiant petit Domenico. Il devient ensuite l'assistant privilégié d'Annibale Carracci lui-même, avant de recevoir des commandes du cardinal Pietro Aldobrandini et du cardinal Scipione Caffarelli-Borghese.
Ce tableau est achevé après que le Dominiquin a réalisé une grande série de fresques entre 1612 et 1615 dans l'église Saint-Louis-des-Français de Rome, avec sur les murs latéraux et les panneaux de la voûte des scènes sur les Histoires de sainte Cécile. À ce stade, il développe son propre style, distinct de celui des Carrache.

### Commission
Le tableau est commandé à l'origine par le cardinal Pietro Aldobrandini et est destiné à compléter les peintures du Titien déjà en possession du cardinal. Les peintures du Titien n'appartenaient pas à l'origine à Pietro Aldobrandini et n'avaient pas été commandées par lui.
Pietro Aldobrandini est le neveu du pape Clément VIII. Il utilise l’art comme un moyen d’échapper au quotidien de la vie de cardinal. Il est un collectionneur passionné de Titien et d'Annibale Carracci, ce qui explique son intérêt pour les œuvres du Dominiquin, qui est un élève des Carrache. La collection d'œuvres du Titien d'Aldobrandini provient de biens confisqués après l'annexion de la famille d'Este à Rome ; elle comprend L'Offrande à Vénus et La Bacchanale des Andriens.

### Entrée dans la collection Borghèse

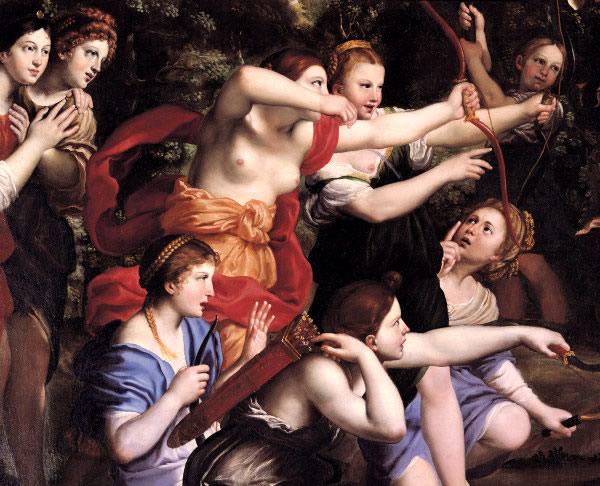
Détail.

Après la mort de Clément VIII, Paul V Borghèse prend la tête de l'Église. Une fois la famille Borghese arrivée au pouvoir, celle de Clément VIII tombe en disgrâce. le neveu de Paul V, Scipione Caffarelli, non content d'être le neveu du pape, est finalement adopté par celui-ci, devenant ainsi Scipione Borghese.
L'animosité entre Scipione Borghese et Pietro Aldobrandini provient du fait que Borghese est le successeur en tant que cardinal-neveu d'Aldobrandini. La famille Borghèse a également soutenu de nombreux artistes tout au long de son mandat. Scipione possède de nombreuses œuvres mythologiques, notamment des Muses de Giovanni Baglione qui complètent sa collection. La majeure partie de la collection Borghèse est acquise de force auprès d'artistes et mécènes après qu'ils ont été exilés ou dépouillés de leur pouvoir et de leur richesse.
Bien que cette œuvre ait été commandée à l'origine par Pietro Aldobrandini, Scipione s'approche du peintre et l'exhorte à terminer la commande pour lui. Le Dominiquin, fidèle à la famille Aldobrandini, refuse : il est aussitôt emprisonné pendant quelques jours par les Borghèse, après quoi il termine les travaux, ne recevant que 40 écus (150 au total, en comptant également une Sibylle de Cumes).

## Sujet et description

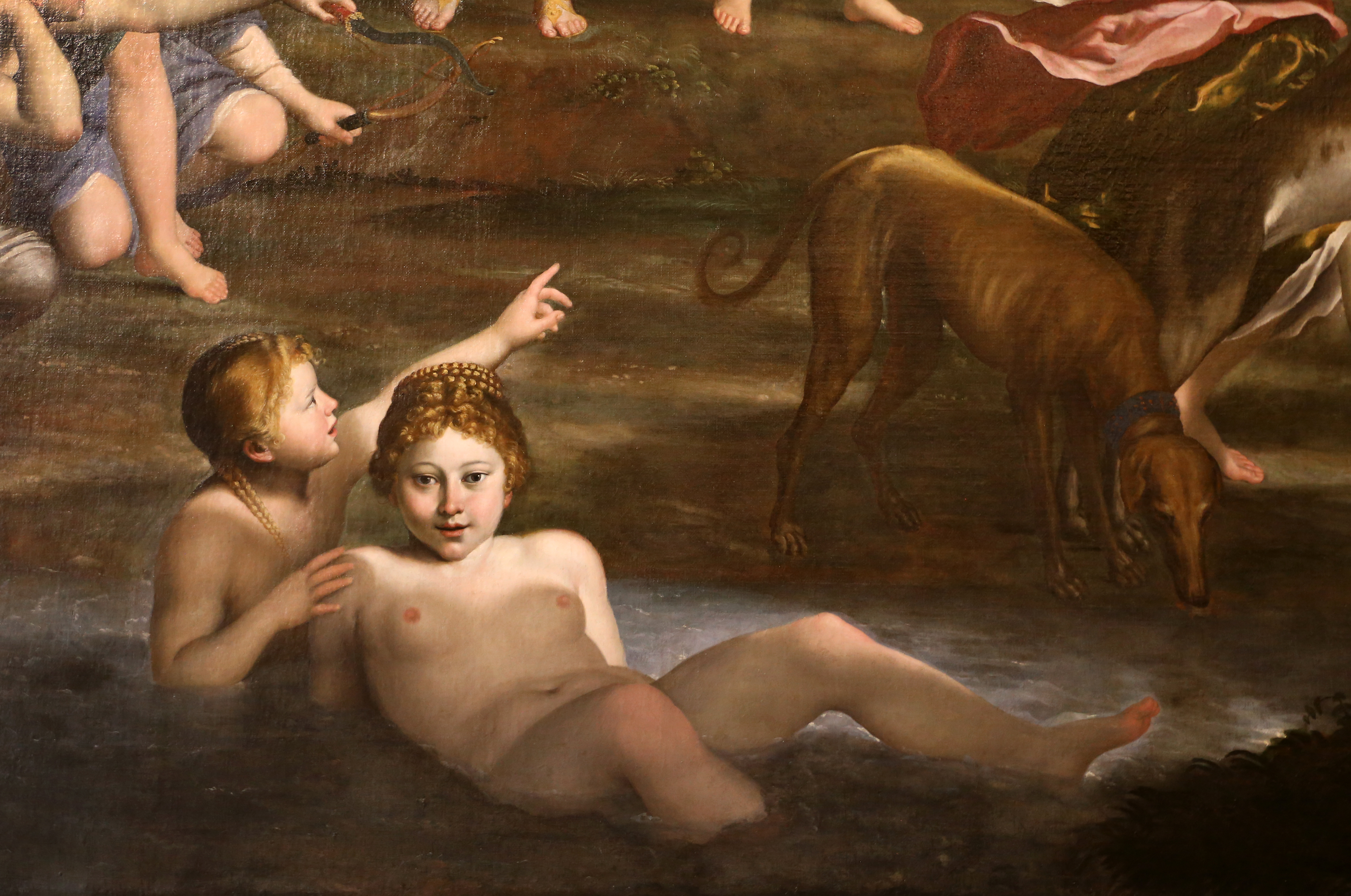
Détail d'une nymphe.

Cette peinture mythologique représente Diane, la déesse de la chasse, de la lune, de la virginité et des animaux sauvages, alors qu'elle encourage ses nymphes, qui sont ses disciples, alors qu'elles s'entraînent à la chasse à l'arc sur une colombe, tandis que d'autres profitent d'une baignade, espionnées par Actéon depuis un buisson, comme mentionné dans de nombreuses sources classiques telles que l'Énéide de Virgile, la Théogonie d'Hésiode ainsi que le poème épique d'Homère l'Iliade,,. Dans les textes et les œuvres, Diane est souvent représentée comme une enfant plutôt que comme une femme adulte, tout comme ses nymphes, car la protection de Diane les empêche de vieillir.
Un lévrier aboie en direction de l'oiseau abattu et est retenu par l'une des nymphes. Au premier plan se trouvent deux nymphes à moitié immergées dans l'eau : l'une observe la colombe frappée par la foudre, tandis que l'autre regarde directement le spectateur. C'est ainsi que Le Dominiquin transporte le public dans le tableau, brisant la barrière entre le spectateur et le sujet. La nymphe sourit, comme si elle avait surpris le spectateur dans les buissons en train d'observer la scène, le comparant ainsi aux hommes du tableau,.
Diane est facilement identifiable grâce au diadème en forme de croissant de lune inversé sur sa tête. Habituellement, elle peut également être identifiée par son arc et son carquois de flèches.

## Analyse

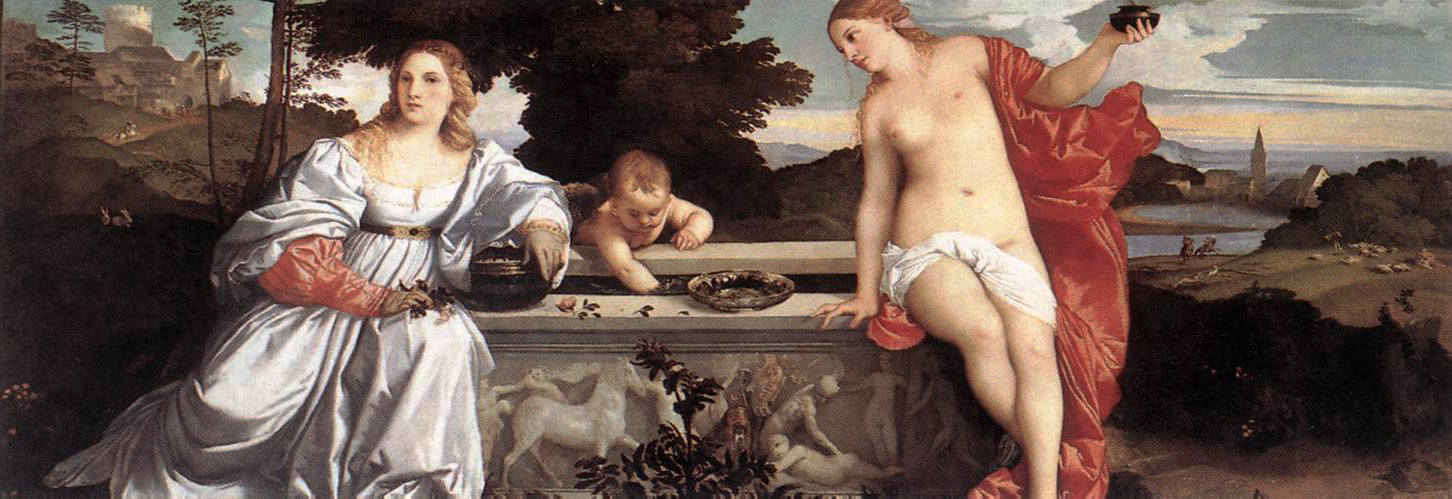
Titien, Amour sacré et Amour profane, vers 1512-1515, Galerie Borghèse, Rome.

Ce tableau montre la capacité du Dominiquin à peindre des paysages ainsi que sa connaissance et sa familiarité avec les styles artistiques de l'Antiquité. Sur le côté droit du tableau se trouvent deux hommes qui espionnent les nymphes : ces personnages agissent comme des allégories et représentent la scopophilie, la luxure, le risque et, enfin, le danger dans lequel ils se mettent en raison de leurs propres actions. Ces personnages rappellent le chasseur Actéon, qui fut transformé en cerf, puis se fit mutiler par les chiens de Diane, après avoir vu celle-ci prendre un bain : en arrière-plan deux nymphes portent un faon comme trophée de chasse.
Le style du Dominiquin s'inspire largement de la nature, car il considère qu'elle constitue le fondement essentiel de toutes les œuvres d'art. De plus, il a étudié en profondeur les formes des sculptures antiques pour influencer sa manière de représenter la figure humaine. Cela explique également son souci du détail pour illustrer ces personnages dans les vêtements de l'époque à laquelle se situe le tableau, plutôt que les vêtements qu'il aurait vus à son époque. Il pense que décrire des événements à grande échelle est la meilleure façon d'immerger le spectateur dans l'œuvre, plutôt que de simplement raconter l'essentiel de l'histoire. La nature chaotique de la scène explique comment les hommes ont pu se faufiler pour espionner la déesse et ses disciples. Plusieurs genres de peinture sont abordés dans ce tableau : une scène historique, un paysage et une leçon enseignée. Les œuvres d'art du Dominiquin se marient bien avec celles de Titien.

## Postérité
La peinture fait partie du musée imaginaire de l'historien français Paul Veyne, qui le décrit dans son ouvrage justement intitulé Mon musée imaginaire.